# جردن بوی
جردن بوی (انگلیسی: Jordan Boy؛ زادهٔ ۲۳ مهٔ ۱۹۹۵) بازیکن فوتبال اهل فرانسه است.